# Kris Peeters (politicus)
Kristiaan (Kris) Peeters (Reet, 18 mei 1962) is een Belgisch politicus voor de CD&V en was van 28 juni 2007 tot 24 juli 2014 minister-president van Vlaanderen. Van 11 oktober 2014 tot 2 juli 2019 was hij vervolgens federaal minister van Werk, Economie en Consumentenzaken, belast met Buitenlandse Handel. Daarna werd hij Europees Parlementslid. Hij verliet het Europees Parlement toen hij op 12 januari 2021 werd benoemd tot vicepresident van de Europese Investeringbank (EIB).

## Levensloop
Zijn vader werkte bij de CM en was lang CVP-voorzitter in Ruisbroek.
Peeters volgde een opleiding als kandidaat in de rechten aan het UFSIA, licentiaat in de rechten aan het UIA en kandidaat in de wijsbegeerte aan het UFSIA. Hij heeft ook het diploma van 'Speciale licentie in fiscaliteit en boekhoudkundig onderzoek' aan de Vlerickschool voor management van de Rijksuniversiteit Gent.
Voor zijn plotselinge politieke carrière werkte Kris Peeters van 1986 tot 1988 als advocaat. Vervolgens werd hij van 1988 tot 1991 fiscaal adviseur bij de studiedienst van het NCMV en daarna was hij van 1991 tot 1994 directeur van deze studiedienst. Tussendoor werkte hij van 1989 tot 1991 als docent aan het Postuniversitair Centrum Limburg (LUC). Hij was vervolgens van 1994 tot 1999 secretaris-generaal van de NCMV en werd er ten slotte van 1999 tot 2004 gedelegeerd bestuurder. Kris Peeters stond dus meer dan tien jaar aan het hoofd van de Organisatie van Zelfstandige Ondernemers, die door hem mee omgevormd werd tot UNIZO. Hij was ook docent aan de Hogeschool Gent, namelijk in de richting Bestuurskunde en Publiek Management.
In juli 2004 werd Peeters, hoewel hij geen lid was van het Vlaams Parlement, gevraagd om de derde CD&V-minister te worden in de Vlaamse regering. Hij aanvaardde het aanbod en kreeg de ministerportefeuilles van Openbare Werken, Havens, Energie, Leefmilieu en Natuur. Toen Leterme in juni 2007 samen met Inge Vervotte de overstap maakte naar het federale niveau, was hij de enige overgebleven CD&V-minister. Vanuit die hoedanigheid werd hij dan ook voorgedragen als nieuwe minister-president, hoewel hij niet verkozen was als lid van het Vlaams Parlement. Hij werd wel op 10 juni 2007 verkozen in de Kamer van volksvertegenwoordigers met 39.754 voorkeurstemmen, maar verkoos niet te zetelen. Eind 2006 had hij eveneens zijn mandaat in de provincieraad ingeleverd, maar besloot toen wel te zetelen als gemeenteraadslid van Puurs. Hij legde op 28 juni 2007 de eed als minister-president af aan het ziekbed van Koning Albert II in de Brusselse kliniek Sint-Jan. Naast minister-president van Vlaanderen was hij ook bevoegd voor "Institutionele Hervormingen, Havens, Landbouw, Zeevisserij en Plattelandsbeleid". Hij droeg zijn voorgaande bevoegdheden over aan Hilde Crevits. In september 2008 nam hij zelf de bevoegdheden Bestuurszaken, Buitenlands Beleid, Media en Toerisme over van ontslagnemend minister Geert Bourgeois.
Als minister-president van Vlaanderen pleitte hij ervoor om het zwaartepunt van de Belgische staatsstructuur naar de deelstaten te brengen en het federaal niveau alleen nog bevoegd te maken voor de zaken die Nederlands- en Franstaligen wel nog samen wilden doen. Hierbij was voor hem de volledige regionalisering van de arbeidsmarkt en de gezondheidszorg prioritair, alsook ijverde hij ervoor om het systeem van dotaties aan de deelstaten om te vormen tot een systeem van eigen fiscale verantwoordelijkheid door de deelstaten de personen- en vennootschapsbelasting te laten innen. Toen de onderhandelingen over een zesde staatshervorming op federaal niveau vastliepen, startte Peeters in september 2008 een dialoog van gemeenschap tot gemeenschap op, waarbij de deelstaten onderling zouden onderhandelen over een staatshervorming. Deze leverde echter geen resultaat op. Ook legde hij als Vlaams minister-president de nadruk op innovatie, ondernemerschap en de internationale uitstraling van Vlaanderen en stelde hij het toekomstplan Pact 2020 op, die van Vlaanderen een 'Europese topregio' diende te maken.
Bij de rechtstreekse Vlaamse verkiezingen van 7 juni 2009 werd Kris Peeters verkozen in de kieskring Antwerpen. Hij bleef net iets meer dan een maand Vlaams Parlementslid tot hij midden juli 2009 de eed aflegde als minister-president van zijn tweede Vlaamse regering met zijn partij CD&V, N-VA en sp.a. Als lid van het Vlaams Parlement werd hij opgevolgd door Koen Van den Heuvel. Van 13 juli 2009 tot 24 juli 2014 was hij bevoegd voor Economie, Landbouw, Zeevisserij, Plattelandsbeleid en Buitenlands Beleid. Kris Peeters groeide uit tot een van de populairste politici van Vlaanderen. Onder zijn tweede minister-presidentschap besloot de Vlaamse regering flink te saneren ten gevolge van de financiële crisis. Door de moeizame samenwerking tussen de verschillende regeringspartners, vooral nadat N-VA bij de federale verkiezingen van mei 2010 de grootste Vlaamse partij werd en hierdoor de onderlinge machtsverhoudingen veranderden, kreeg de regering-Peeters II in grote dossiers als de Oosterweelverbinding echter weinig voor elkaar.
Ook na de volgende Vlaamse verkiezingen van 25 mei 2014 werd hij verkozen tot Vlaams volksvertegenwoordiger. Na deze verkiezingen werd N-VA de grootste partij in Vlaanderen en België, waarna Geert Bourgeois minister-president van Vlaanderen werd. Peeters zat wel bij de onderhandelingen van de regeringsformatie op Vlaams niveau, maar trad zelf niet toe tot de regering. Zijn partij vaardigde hem echter ook af voor de onderhandelingen op het federale niveau, waar hij met Charles Michel tot coformateur werd benoemd. In de media werd hij meermaals getipt als nieuwe eerste minister. Door de voordracht van Marianne Thyssen als eurocommissaris moesten de christendemocraten het premierschap laten varen. De nieuwe eerste minister werd Charles Michel. Kris Peeters werd midden oktober 2014 wel vicepremier in de regering-Michel I en werd tevens minister van Werk, Economie en Consumenten, belast met Buitenlandse Handel. Als Vlaams volksvertegenwoordiger werd hij opgevolgd door Katrien Schryvers. Omdat CD&V door het rechtse programma van de regering-Michel veel kritiek kreeg van de christelijke arbeidersbeweging, diende Peeters de regering een meer sociaal gezicht te geven, hetgeen echter spanningen in de regering veroorzaakte. Na de val van de regering-Michel I in december 2018 en het vertrek van N-VA uit de regering, kreeg Peeters eveneens de bevoegdheden Armoedebestrijding, Gelijke Kansen en Personen met een beperking, die voorheen in handen waren van N-VA'ster Zuhal Demir.
Op 17 november 2016 werd Peeters voorgesteld als lijsttrekker van de partij in Antwerpen voor de gemeenteraadsverkiezingen van 2018. Hij verhuisde daarom van Puurs naar Antwerpen en nam in februari 2017 ontslag als gemeenteraadslid van Puurs. In de aanloop van de verkiezingen leverde hem dat geregeld commentaar op van met name zijn N-VA-opponent Bart De Wever, die Peeters onder meer beschuldigde van enkel voor de schijn in Antwerpen te wonen. De verhuis werd geen succes: CD&V ging er in de stad op achteruit. Peeters raakte wel verkozen, maar besloot niet te gaan zetelen in de gemeenteraad. In 2019 keerde hij "om familiale redenen" terug naar Puurs.
In mei 2019 was Kris Peeters lijsttrekker van de CD&V-lijst bij de Europese verkiezingen. Hij raakte met 256.822 voorkeurstemmen verkozen in het Europees Parlement. Omdat een zetel in het Europees Parlement niet gecombineerd kan worden met een ministersfunctie, trad hij af als minister in de regering in lopende zaken. Partijvoorzitter Wouter Beke volgde hem op, terwijl zijn functie van vicepremier werd overgenomen door collega-minister Koen Geens. Peeters zetelde in het Europees Parlement in de commissie Interne Markt en Consumentenbescherming en was van 2019 tot 2021 ook voorzitter van de NAVO-delegatie van het Europees Parlement. In april 2020 werd hij voorgedragen als bestuurslid bij Elia, een functie die hij bekleedde tot in januari 2021.
In oktober 2020 werd Peeters door de federale regering-De Croo voorgedragen als vicevoorzitter van de Europese Investeringsbank namens de Benelux, een functie die al sinds januari 2018 vacant was, door het uitblijven van een federale regering. Nadat zijn mandaat in januari 2021 inging, verliet hij het Europees Parlement, aangezien die functie onverenigbaar is met die van vicevoorzitter van de EIB. Zijn mandaat liep eind januari 2024 af. Een deelname aan de verkiezingen van 2024 sloot hij uit.
Na zijn mandaat bij de EIB ging Peeters als deeltijds docent internationale politiek en business aan de slag bij de Karel de Grote Hogeschool in Antwerpen en een schakeljaar wijsbegeerte volgen aan de Universiteit Antwerpen.
In oktober 2024 werd hij bestuurder van waterzuiveraar Aquafin.

## Overzicht deelname politieke verkiezingen
- Vlaams Parlement 13 juni 2004 - geen deelname - CD&V-N-VA - Vlaams minister
- Gemeenteraad 8 oktober 2006 - Puurs - 25e plaats - CD&V-N-VA - verkozen
- Provincieraad Antwerpen 8 oktober 2006 - District Mechelen - 7e plaats - CDV-N-VA - verkozen - beslist niet te zetelen
- Kamer van volksvertegenwoordigers 10 juni 2007 - 24e plaats kieskring Antwerpen - CD&V-N-VA - verkozen - beslist niet te zetelen

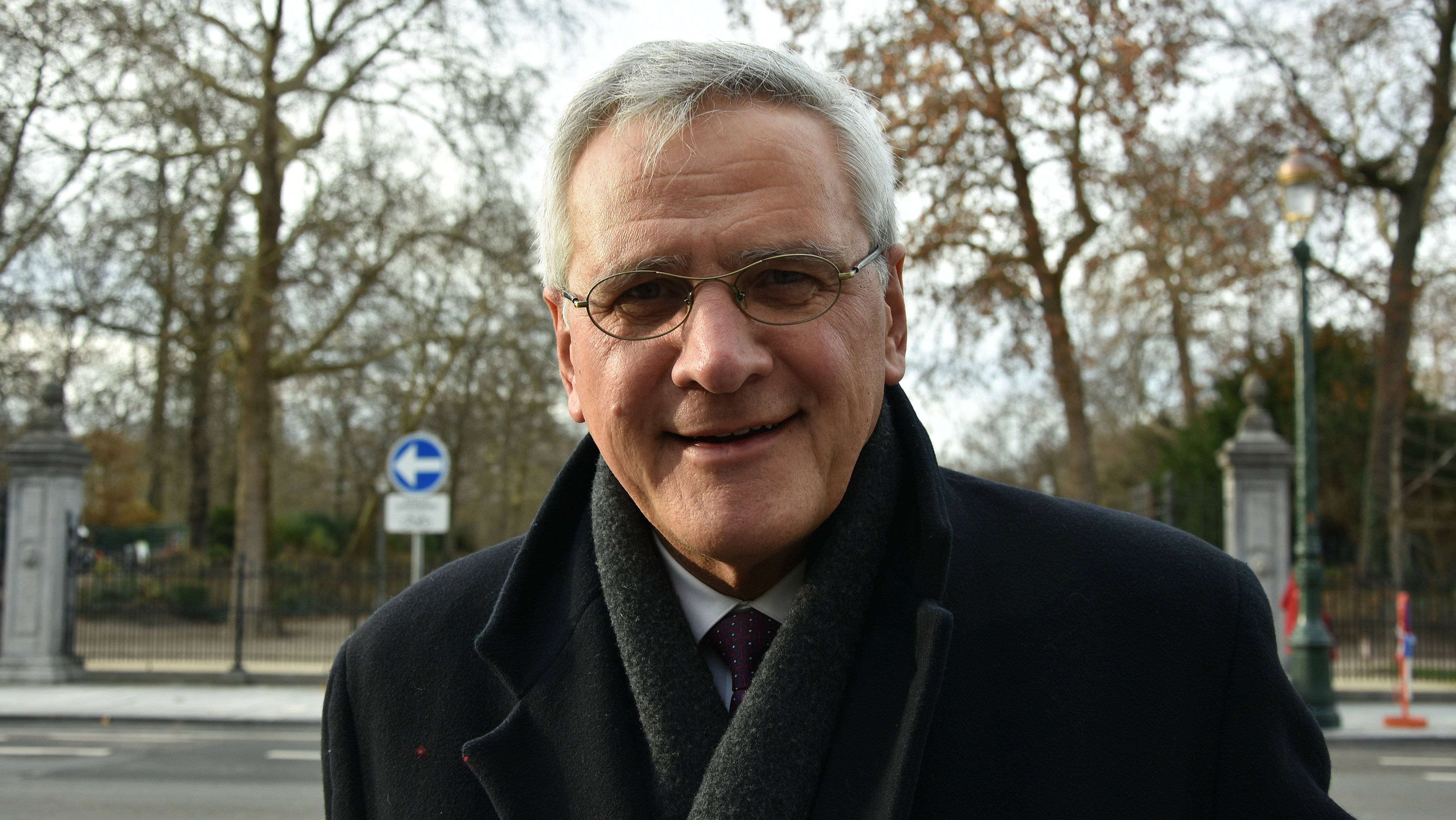
Kris Peeters tijdens zijn laatste uren als vicepremier (18 december 2018)

- Vlaams Parlement 7 juni 2009 - 1e plaats kieskring Antwerpen - CD&V - verkozen - Vlaams Minister-president
- Kamer van volksvertegenwoordigers 13 juni 2010 - 13e plaats opvolger kieskring Antwerpen - CD&V (3e opvolger, 30.851 stemmen)
- Gemeenteraad 14 oktober 2012 - Puurs - 25e plaats - CD&V - verkozen
- Provincieraad Antwerpen 14 oktober 2012 - District Mechelen - 6e plaats - CD&V- verkozen - beslist niet te zetelen (hij wordt vervangen door Jürgen Godden)
- Vlaams Parlement 25 mei 2014 - 1e plaats kieskring Antwerpen - CD&V[18]
- Gemeenteraad 14 oktober 2018 - Antwerpen - 1e plaats - CD&V - verkozen - beslist niet te zetelen
- Europese verkiezingen 26 mei 2019 - Nederlands kiescollege - 1e plaats - CD&V - verkozen

## Eretekens
- België: Grootofficier in de Leopoldsorde, KB 6 juni 2009
- België: Grootkruis in de Kroonorde[19]

### Andere
- Page in genootschap van De Ridderschap van de Roerstok der Brouwers in Brussel
- Ereghesel van het witloof in de Hertogelijke Commanderie en Eregilde van de Ghesellen van het Witloof in Kampenhout